# ハバロフスク空港

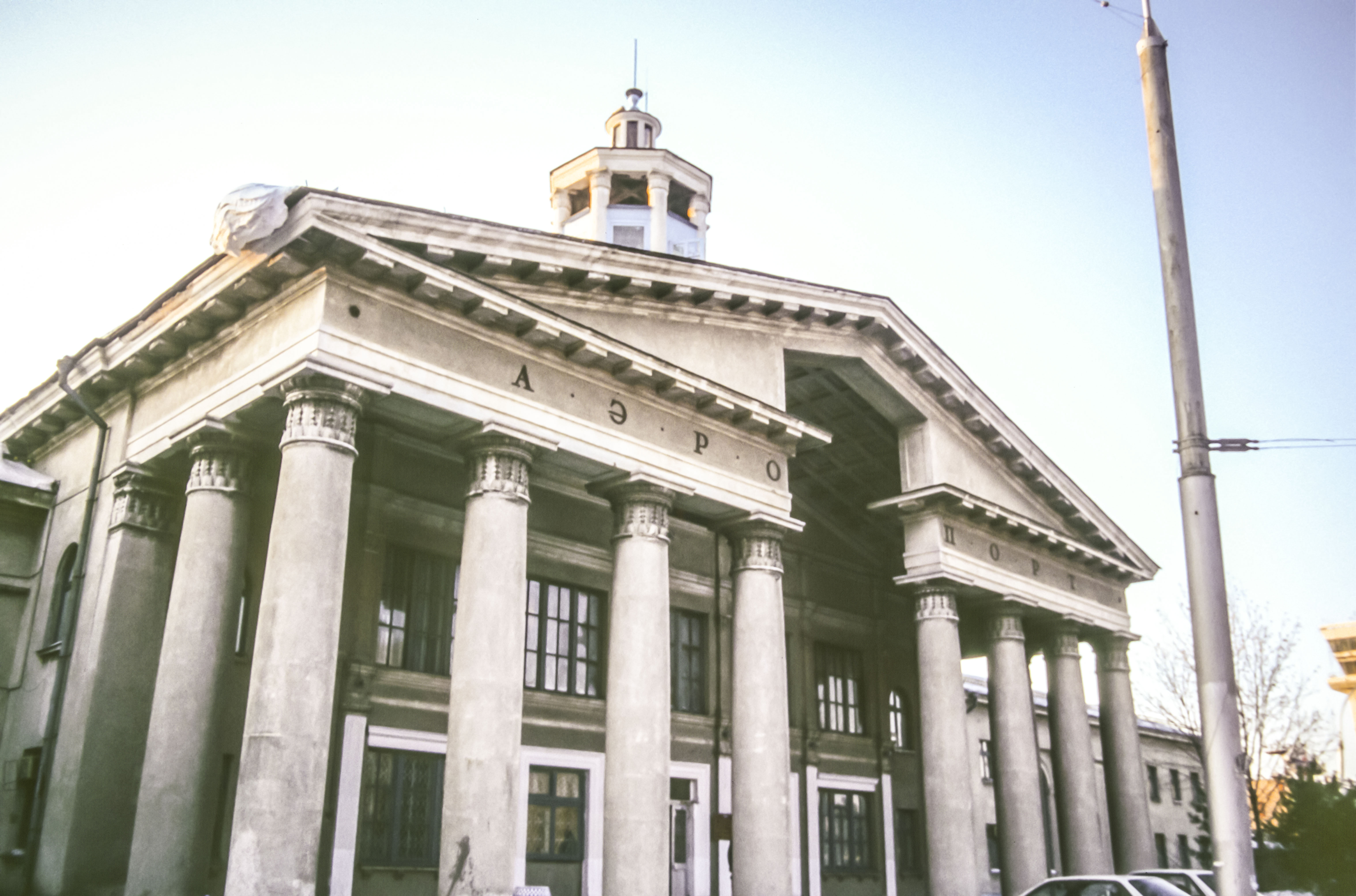
ハバロフスク空港旧館（1997年）

ハバロフスク空港（ロシア語: Аэропорт Хабаровск）は、ロシア極東連邦管区ハバロフスク地方ハバロフスクにある空港である。国際民間航空機関（ICAO）にはNovy Airport（ノーヴイ空港または新空港）の名で登録されている。この他、ハバロフスク新空港（ロシア語: Новый Аэропорт Хабаровскаまたはロシア語: Аэропорт Хабаровск (Новый)）の名で呼ばれることもある。
極東地域への玄関口として機能し、この地域の他の空港と比較して天候も安定している点から、通年離着陸できる空港として発展した。運営はハバロフスク空港株式会社（ОАО "ХАБАРОВСКИЙ АЭРОПОРТ"）が行なっている。2018年9月1日より、日本人や中国人をはじめとした18か国の外国人は、ウラジオストク自由港法により8日までの電子ビザを事前申請することができるようになった（詳細はロシアの査証政策を参照）。

## 沿革
1954年3月にハバロフスク空港開業。1973年に新潟空港と結ぶ路線が開設され、数少ない極東地区の西側からの玄関口として発展した。1993年新空港ターミナルビル完成。現在ではアントノフ124（An-124）やボーイング747も離着陸出来る空港となっている。

## 就航航空会社と就航都市

### 国内線
| 航空会社                      | 就航地 |
| ----------------------------- | --- |
| オーロラ                      | イルクーツク、クラスノヤルスク、ノボシビルスク、ウラジオストク、ブラゴヴェシチェンスク、ペトロパブロフスク・カムチャツキー、ユジノサハリンスク、マガダン、オハ、シャフチョルスク、ノグリキ、ニコラエフスク・ナ・アムーレ、ソヴィエツカヤ・ガヴァニ、ティンダ、ゼヤ |
| オーロラ 運航はヤクーツク航空 | アナディリ、ウラン・ウデ、チタ、ネリュングリ、ヤクーツク |
| アエロフロート・ロシア航空    | モスクワ/シェレメーチエヴォ |
| ロシア航空                    | クラスノヤルスク |
| S7航空                        | ノボシビルスク |
| ヤクーツク航空                | ヤクーツク |
| イル・アエロ                  | イルクーツク、チタ、ウラジオストク、ユジノサハリンスク |
| ウラル航空                    | エカテリンブルク、サンクトペテルブルク |
| タイガ・エア                  | アムルゼット |
| ハバロフスク航空              | ニコラエフスク・ナ・アムーレ、オホーツク、チェグドムイン、ボゴロツコエ、アヤン、チュミカン、ネルカン、ヘルプチ |

### 国際線
| 航空会社                   | 就航地                                    |
| -------------------------- | ----------------------------------------- |
| オーロラ                   | 北京/大興、ハルビン                       |
| アエロフロート・ロシア航空 | バンコク/スワンナプーム、プーケット、三亜 |
| ウズベキスタン航空         | タシュケント                              |

## アクセス
ハバロフスク市街地とはトロリーバス1号および2号で結ばれている。1号はコムソモリスカヤ地区、2号（土日は運休）はハバロフスク駅に向かう。空港からは4号もあるが、こちらは郊外の住宅街へ向かう。他にも市内に向かうバス（18Э号、35号）やマルシュルートカ（60号、80号）がある。